# Echipa națională de fotbal a Insulei Montserrat
Echipa națională de fotbal a Insulei Montserrat reprezintă teritoriul britanic de peste mări Montserrat în fotbalul internațional. Din cauza activității vulcanica a insulei și a stadionului care nu îndeplinește cerințele FIFA, selecționata a fost nevoită să joace multe dintre meciuri în deplasare.
Pe 30 iunie 2002, în ziua finalei Campionatului Mondial de Fotbal din 2002, Montserrat, cea mai slab clasată echipă din lume la vremea aceea, a jucat un meci amical cu a doua cea mai slabă echipă din lume, Bhutan, care a câștigat meciul cu 4-0. Acesta a făcut parte din documentarul „The Other Final” (O altă finală). În 2006, echipa a ajuns pe 196 în clasamentul FIFA, cel mai bun loc obținut de la înființarea reprezentativei.

## Participări

### Campionatul Mondial
- 1930 până în 1998 - nu a participat
- 2002 până în 2010 - nu s-a calificat

### Cupa de Aur
- 1991 - nu s-a calificat
- 1993 - nu a participat
- 1996 - nu s-a calificat
- 1998 - nu a participat
- 2000 până în  2002 - nu s-a calificat
- 2003 - s-a retras
- 2005 - nu s-a calificat
- 2007 până în 2009 - nu a participat
- 2011 - nu s-a calificat

## Antrenori
- Knut Auf Dem Berge  (2000)
- William Lewis (2004)
- Ruel Fox (2004)
- Scott Cooper (2004)
- Kenny Dyer
- Cecil Lake (2008)

## Lot
| Nr. | Poz. | Jucător          | Data nașterii (vârsta)         | Selecții | Goluri | Club             |
| --- | ---- | ---------------- | ------------------------------ | -------- | ------ | ---------------- |
| 1   | P    | Micah Hilton     | 2 octombrie 1985 (39 de ani)   | -        | 0      |                  |
| 2   | M    | Andrew Julius    | 20 iulie 1984 (40 de ani)      | -        | 0      | Enfield 1893     |
| 3   | M    | Clifford Joseph  | 26 septembrie 1978 (46 de ani) | -        | 0      | Ideal F.C.       |
| 4   | F    | Linbert Wright   | 21 octombrie 1981 (43 de ani)  | -        | 0      |                  |
| 5   | F    | Ellary White     | 3 septembrie 1991 (33 de ani)  | 4        | 0      | Rothwell Aztec   |
| 6   | M    | Stanford Jarrett | 9 august 1977 (47 de ani)      | -        | -      |                  |
| 7   | F    | Steve Stewart    | 14 octombrie 1988 (36 de ani)  | -        | -      |                  |
| 8   | F    | Peter Phyll      | 4 februarie 1974 (51 de ani)   | -        | -      | Ideal F.C.       |
| 9   | M    | Vladimir Farrell | 31 mai 1981 (43 de ani)        | 11       | 2      | Hucknall Town    |
| 10  | A    | Julian Wade      | 14 iulie 1968 (56 de ani)      | -        | -      |                  |
| 11  | A    | Junior Mendes    | 15 septembrie 1976 (48 de ani) | -        | 1      | Ayr United       |
| 13  | F    | Synclair Adamson | 4 august 1985 (39 de ani)      | -        | -      |                  |
| 15  | A    | Rowan Taylor     | 8 noiembrie 1984 (40 de ani)   | -        | -      | Cockfosters F.C. |
| 18  | A    | Ellis Remy       | 13 februarie 1984 (41 de ani)  | -        | -      | Brentwood Town   |
| 19  | M    | Benjamin Manning | 12 iunie 1986 (38 de ani)      | -        | -      |                  |
| 23  | M    | Kenny Dyer       | 7 septembrie 1964 (60 de ani)  | -        | -      | unattached       |
| 24  | M    | Leovan O'Garro   | 26 iunie 1987 (37 de ani)      | -        | -      |                  |
| 34  | P    | Jermain Sweeney  | 7 aprilie 1984 (40 de ani)     | -        | -      |                  |